# Walter Zappe
Walter Zappe, auch Fritz Zappe (* 5. Juni 1905 in Schweidnitz; † 20. Dezember 1980 in Lübeck) war ein deutscher Politiker der SPD. 

## Leben
Zappe war in Schlesien seit 1922 in der Krankenversicherung tätig und kam im Jahr 1937 über Berlin zur Innungskrankenkasse in Lübeck. In Schlesien war er bereits als Stadtverordneter des heutigen Wałbrzych politisch aktiv gewesen. Als Mitglied der SPD und Gewerkschafter (ÖTV) wurde er nach dem Zweiten Weltkrieg politisch auf Landesebene und in der Kommunalpolitik aktiv. Er gehörte dem ersten ernannten Landtag von Schleswig-Holstein vom 26. Februar 1946 bis zum 11. November 1946 an. Zappe war in Lübeck ab November 1946 Mitglied der Bürgerschaft und ab 1948 ehrenamtlicher Senator. Er trat 1947 in die Landesversicherungsanstalt Schleswig-Holstein ein und wurde 1954 deren Direktor. 1955 wurde er erneut in die Lübecker Bürgerschaft gewählt und blieb bis zum Ruhestand 1970 deren Mitglied und ehrenamtlicher Senator der Stadt.

## Auszeichnungen
- Ehrenplakette des Senats
- Freiherr-vom-Stein-Gedenkmedaille
- Verdienstkreuz 1. Klasse des Verdienstordens der Bundesrepublik Deutschland (2. Oktober 1972)